# Topoxté
Topoxté ist eine unbewohnte Seeinsel mit der gleichnamigen archäologischen Maya-Stätte, im heutigen guatemaltekischen Departamento Petén.

## Geographie
Die kleine Insel liegt im Nordosten von Guatemala im See Yaxha, etwa 200 m vor dessen Südwestufer.

## Geschichte
Als Hauptstadt der Ko`woj-Maya war Topoxté die bedeutendste Stätte der postklassischen Periode in Mesoamerika. Topoxté liegt in der Yaxha-Lagune und bedeutet so viel wie „Samen des Ramon-Baumes“. Der Ramon-Baum, gemeinhin als Brotnussbaum bekannt, ist einer der wichtigsten Bestandteile der Ernährung der alten Maya. Die Stätte, das erste Mal in der klassischen Periode von Elite-Familien aus Yaxha besiedelt, wurde am Ende der klassischen Periode (etwa 900 n. Chr.) aufgegeben. Um 1350 lebte Topoxté erneut auf, bis es 1450 endgültig aufgegeben wurde. In den archäologischen Aufzeichnungen werden zehn verschiedene Bauphasen offensichtlich, die in drei unterschiedliche Gruppen aufgeteilt werden. Dazu gehören zwei 5 Meter hohe Plattformen und ein niedrig gelegenes Wohngebiet, bestehend aus mehr als 100 Gebäuden. Das Gebiet um den zentralen Platz ist durch drei Tempel, die im Stil der postklassischen Architektur (senkrechte Wände, Säulen und Flachstein-Decken) errichtet wurden, begrenzt.
Neben Topoxté gab es noch zwei andere Inseln, Cantè und Poxte, die ebenfalls von den Ko`woj-Maya besiedelt waren. Auch diese wurden 1450 aufgegeben, als die Hauptstadt der Maya in den Westen auf die Insel Zacpetén im Salpeten-See verlegt wurde.
Von 1994 bis 1997 fanden auf Topoxté umfangreiche denkmalpflegerische Arbeiten statt, bei denen die Gebäude des zeremoniellen Zentrums von Grund auf restauriert und teilweise rekonstruiert wurden.